# تورانیسم مجارستانی
تورانیسمِ مجارستانی یا تورانیسمِ مجاری (مجاری: Turánizmus / Turanizmus  ) یک پدیده تورانیستیِ متنوع است که حولِ شناساییِ یا پیونددادنِ تاریخ و مردم مجارستان با تاریخ و مردمان آسیای مرکزی، آسیای داخلی یا منطقهٔ اورال (کوه‌های اورال) می‌چرخد. این پدیده مفاهیمِ گوناگونی را در بر دارد و حُکمِ راهنمای بسیاری از جنبش‌های سیاسی را دارد. این ایده در نیمهٔ دومِ سدهٔ نوزدهم و نیمهٔ نخستِ سدهٔ بیستمِ میلادی بسیار پُرجنب‌وجوش و بحث‌برانگیز بود.

## چکیده
تورانیسم به عنوان یک جنبش علمی به تحقیق در زمینهٔ حضور عناصری از تاریخ و فرهنگ‌های آسیایی در مجارستان می‌پرداخت. بسیاری از پژوهشگرانی که دارایِ مقدماتِ یکسان بودند (یعنی قائل به ریشهٔ آسیاییِ مجارها و خویشاوندیِ ایشان با مردم آسیایی بودند) نتایج مشابهی را ارائه می‌کردند. تورانیسم نیروی محرکه‌ای در توسعهٔ علوم اجتماعی مجارستان به ویژه در توسعهٔ زبان‌شناسی ، باستان‌شناسی و شرق‌شناسی بود.
تورانیسمِ سیاسی در سدهٔ نوزدهم در واکنش به نفوذِ فزایندهٔ پان‌ژرمنیسم و پان‌اسلاویسم متولد شد که هر دو از نظرِ مجارها برای ملت و دولتِ مجارستان بسیار خطرناک تلقی می‌شدند چون مجارستان دارای قومیت‌های بزرگی از ژرمن‌ها و اسلاوها بود. این مرامِ سیاسی از آثار ماتیاس الکساندر کاسترن، ملی‌گرا و زبان‌شناسِ فنلاندی که به یگانگیِ نژادی و عظمتِ آیندهٔ مردمان اورال-آلتایی باور داشت، سرچشمه گرفت. او به این نتیجه رسید که فنلاندی‌ها از آسیای مرکزی سرچشمه می‌گیرند و باور داشت که فنلاندی‌ها نه مردمانی قلیل و منزوی، که بخشی از جامعهٔ بزرگ‌تری هستند که شامل قبایل مجاری، ترک‌ها و مغول‌ها و... می‌شود. تورانیسمِ سیاسی یک جنبش ناسیونالیستیِ رمانتیک، که بر اهمیتِ نَسَبِ مشترک و وابستگیِ فرهنگیِ مجارها، مردم قفقاز و مردم کشورهایِ آسیایِ داخلی و مرکزی مانند ترکان، مغولان، پارسیان هند و... تأکید می‌کرد و خواستار همکاری نزدیک‌تر و اتحادِ سیاسی بین آنان و مجارستان به عنوان وسیله‌ای برای تأمین و پیشبردِ منافع مشترک و مقابله با تهدیداتِ ناشی از سیاست‌های ابرقدرت‌های اروپا بود. ایدهٔ «برادری و همبستگی تورانی» از مفهومِ پان‌اسلاویِ «برادری و همبستگی اسلاوی» وام گرفته شده است.
پس از جنگ جهانی اول، تورانیسمِ سیاسی به دلیلِ ماهیت ناسیونالیستی قومی، در شکل‌گیری ایدئولوژی‌های راست افراطی مجارستانی نقش داشت. و پیروان این ایدیولوژی، آغاز به یهودستیزی و کوشش برای اثبات «وجود و برتری نژاد مجارستانی» کردند. با این وجود، اندرو سی. یانوس، دانشمند علوم سیاسی مجارستانی از دانشگاه کالیفرنیا، برکلی ادعا می‌کند که نقش تورانیسم در توسعه ایدئولوژی‌های راست افراطیِ بینِ جنگ ناچیز بوده است.
در دوران کمونیستی که پس از جنگ جهانی دوم آغاز شد و در سال ۱۹۸۹ به پایان رسید، تورانیسم به عنوان یک ایدئولوژی منحصراً فاشیستی معرفی و مورد انتقاد قرار گرفت. از زمان سقوط کمونیسم در سال ۱۹۸۹، تجدید علاقه به تورانیسم وجود داشته است.

## قورولتایِ بزرگ
«قورولتایِ بزرگ» (Great Kurultáj) به یک رویدادِ مناسبتیِ قبیله‌ای اشاره دارد، دال بر اساسِ میراثِ مشترکِ مردمانِ آسیای مرکزی! میراثی که منشأ عشایری داشته است. شاملِ آذربایجانی‌ها، باشقیرها، بلغارها، بوریات‌ها، چوواش‌ها، گاگاوزها، مجارها، کاراچایی‌ها، قراقالپاک‌ها، قزاق‌ها، قرقیزها، مانچوس‌ها، مغول‌ها، نوگای‌ها، تاتارها، ترکیه‌ای، ترکمن‌ها، اویغورها، ازبک‌ها، یاقوت‌ها و…. این ایده در مجارستان (از اواخر دهه ۲۰۰۰) و آسیای مرکزی یک جاذبهٔ گردشگری محبوب است. اولین قورولتای در سال ۲۰۰۷ در قزاقستان و آخرینش در سال ۲۰۲۲ در بوگاتسِ مجارستان برگزار شد.

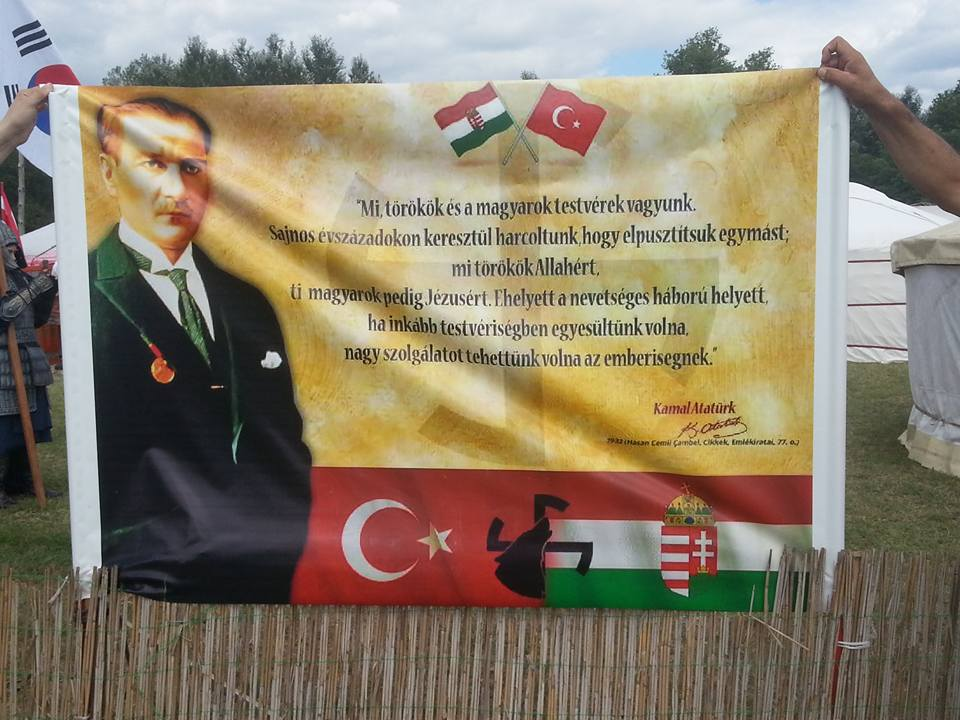
بنری که در یک قورولتای معاصر استفاده شد.

از دهه ۱۹۹۰، یک تجارتِ به‌خوبی توسعه‌یافتهٔ سوغات و کالا حول ایدهٔ تورانیسم، گروه‌های سنت‌گرا و این بازآفرینی تاریخی رشد کرده است که کاملاً شبیهِ سایرِ نمونه‌های شناخته‌شدهٔ بین‌المللیِ این نوع تجارت است.به عقیده پژوهشگر مجارستانی، ایگاز لونته، این صنعت تجاری که حول تورانیسم مجارستانیِ مدرن رشد کرده است، به نوعی تجارت تبدیل شده است که وی آن را «Szittya biznisz» (تجارت سکایی) نامیده است که ارتباط چندانی با سنت‌های باستانی مجارستانی ندارد.

## پژوهش‌نماها (Pseudo-scholarships)
شماری از حامیانِ تورانیسمِ مجارستانی به عنوان مروجانِ نظریه‌های «شِبهِ پژوهشی» (Pseudo-scholarship) شناخته شده‌اند. بر اساس این نظریات، مجارها منشأیی فرضاً اورال-آلتایی با بلغارها، استونیایی‌ها، مغول‌ها، فنلاندی‌ها، مردمان ترک و حتی ژاپنی‌ها و کره‌ای‌ها دارند. توسط اینان، خاستگاه مردم مجارستان با هون‌ها، سکاها یا حتی سومری‌ها هم مشترک محسوب می‌شود. چنین باورهایی در دوره بین دو جنگ در مجارستان مورد حمایت گسترده قرار گرفتند. این نظریه‌ها با وجود بی‌اعتباریِ گستردهٔ پس از این دوران، همچنان در میان برخی احزابِ سیاسیِ مجارستان، به ویژه در میان یوبیک و برخی از جناح‌های فیدس، مورد حمایت دوباره قرار گرفتند.

## مطالعهٔ بیشتر
- Akcah, Emel; Korkut, Umut (2012). "Geographical Metanarratives in East-Central Europe: Neo-Turanism in Hungary" (PDF). Eurasian Geography and Economics. 53 (5): 596–614. doi:10.2747/1539-7216.53.5.596. S2CID 144370189.[پیوند مرده]
- Joseph Kessler Turanism and Pan-Turanism in Hungary: 1890-1945 (University of California, Berkeley, PhD thesis, 1967)